# Молоковски рејон
Молоковски рејон (рус. Молоковский район) административно-територијална је јединица другог нивоа и општински рејон на североистоку Тверске области, у европском делу Руске Федерације.
Административни центар рејона је варошица Молоково. Према проценама националне статистичке службе Русије за 2014. на територији рејона је живело свега 4.546 становника или у просеку око 3,85 ст/км².

## Географија
Молоковски рејон обухвата територију површине 1.180 км² и на 34. је месту по површини међу рејонима Тверске области (од укупно 36 рејона). Граничи се са Сандовским рејоном на северу и Весјегонским на североистоку. На истоку је Краснохолмски, а на југу Бежецки рејон. На западу се граничи са Максатишким рејоном.
У географском смислу територија Молоковског рејона се налази на подручју моренског Овинишченског побрђа у сливном подручју река Мелеча и Могоча (притоке реке Мологе и део басена реке Волге). Највећи део рејонске територије је под шумама.

## Историја
Молоковски рејон успостављен је 12. јула 1929. као административна јединица у границама Бежецког округа тадашње Московске области. У границе Калињинске (данашње Тверске области) прелази након њеног оснивања 1935. године.
Привремено је расформиран у фебруару 1963, а његова територија прикључена суседном Краснохолмском рејону. Поново је успостављен 30. децембра 1966. године.

## Демографија и административна подела
Према подацима пописа становништва из 2010. на територији рејона је живело укупно 5.235 становника што је најмањи број становника међу рејонима Тверске области. Према процени из 2014. у рејону је живело 4.546 становника, или у просеку 3,85 ст/км². Око половина популације живи у административном центру варошици Молоково.
| 1959.  | 1970.  | 1979. | 1989. | 2002. | 2010. | 2014.  |
| ------ | ------ | ----- | ----- | ----- | ----- | ------ |
| 22.221 | 13.232 | 9.899 | 8.931 | 7.015 | 5.235 | 4.546* |

Напомена: према процени националне статистичке службе.
На подручју рејона постоје укупно 184 сеоска и једно градско насеље место подељених на 5 сеоских и једну градску општину. Једино насељено место урбаног типа је варошица Молоково која је уједно и административни центар рејона.